# 277
Криза Римської імперії у 3 столітті. Правління імператора Проба. У Китаї завершується період трьох держав, в Японії триває період Ямато, в Індії період занепаду Кушанської імперії, у Персії править династія Сассанідів.
На території лісостепової України Черняхівська культура. У Північному Причорномор'ї готи й сармати.

## Події
- Імператор Проб здобуває перемоги над готами на Дунаї, після чого повертається в Рим, де Сенат затверджує його правління.